# Rubus porphyromallos
Rubus porphyromallos es una especie de planta del género Rubus, perteneciente a la familia Rosaceae.

## Taxonomía
Rubus porphyromallos fue descrita por Wilhelm Olbers Focke en 1911.

## Distribución
Se encuentra en el territorio de Colombia.